# Asolo

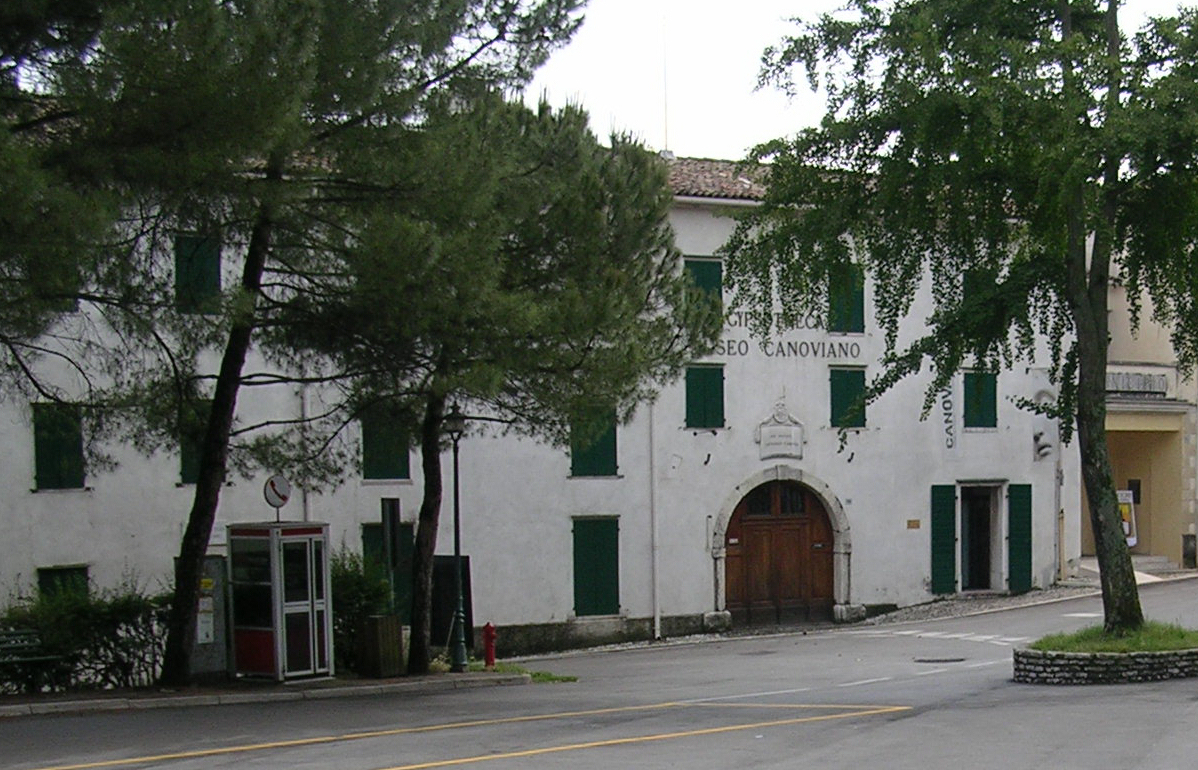
Muzeum w Asolo

Asolo – miejscowość i gmina we Włoszech, w regionie Wenecja Euganejska, w prowincji Treviso.

## Ludność
Według danych na rok 2004 gminę zamieszkiwały 7434 osoby, 297,4 os./km².

## Historia
Pierwotnie miasto było zasiedlone przez Wenecjan, a we wczesnym średniowieczu pozostawało we władaniu rodu Ezzelino. Teatr Asolo został zbudowany w 1798 przez Antonio Locatellego. Po zjednoczeniu Włoch miasto zyskało popularność turystyczną i przyciągało artystów, takich jak aktorka Elenora Duse, angielski poeta Robert Browning, morawska skrzypaczka Wilma Neruda, kompozytor Gian Francesco Malipiero i podróżniczka Freya Stark.

## Obiekty
Do najważniejszych pamiątek historycznych miasta należą:
- zamek Rocca (symbol miasta) stojący na szczycie górującego nad miastem Monte Ricco, pochodzący z przełomu XII i XIII wieku,
- Piazza Garibaldi, centralny punkt miasta z XVI-wieczną fontanną
- katedra (Cattedrale di Santa Maria Assunta) zbudowana na reliktach budynków rzymskich, poddana renowacji w 1747 według planów architekta Giorgia Massariego,
- kościół św. Gotarda (XIV wiek),
- klasztor św. Piotra i Pawła, od 1807 należący do benedyktynów, z XVII-wiecznymi freskami biblijnymi[1],
- kościół św. Katarzyny Aleksandryjskiej z freskami stworzonymi od XIV do XVI wieku,
- kościół św. Anny,
- Palazzo della Ragione (XV wiek), obecnie muzeum miejskie, w którego kolekcji pozostają obrazy takich artystów, jak Bernardo Bellotto, Luca Giordano i Bernardo Strozzi,
- Villa Freya (dawne atelier brytyjskiej podróżniczki Frei Stark),
- Casa Malipiero (zamieszkiwał tu wenecki kompozytor Gian Francesco Malipiero),
- Casa Anseatiche (z mieszkaniem architekta i malarza, Mario de Marii),
- Casa Longobarda (siedziba księżnej Katarzyny Cornaro, obecnie teatr nazwany imieniem Eleonory Duse, która wielokrotnie wyrażała zachwyt krajobrazem okolic Asolo),
- Villa degli Armeni (XVI wiek),
- Palazzo Beltramini remontowany w XVIII wieku przez Giorgia Massariego[2],
- podziemny tunel, który łączy klasztor św. Piotra i Pawła z drugą stroną wzgórza[1].

## Turystyka
Przez miejscowość przebiega  żółty szlak pieszy Il cammino di Sant'Antonio.